# 輝聯配運集團 (香港)
輝聯配運集團 (香港) 有限公司，簡稱輝聯配運集團 (香港) （英語：FREIGHT LINKS EXPRESS HOLDINGS (HONG KONG) LIMITED，港交所除牌時0563.HK），在1977年創立，前身為「永順國際 (集團) 有限公司」。也就是輝聯配運控股有限公司旗下。
業務在亞太區經營各種物流服务，而股份在1993年5月11日曾於香港交易所主板上市。其後由於物流行業過於競爭，於是出售給當時主要股東三星集團，同時購回業務，在2000年5月23日，更名為科建集團有限公司（前身為科建拓展有限公司），再到2003年10月31日，更名為上海實業城市開發集團有限公司（前身為中新集團(控股)有限公司）。

## 連結
- FreightLinks.net （页面存档备份，存于）